# آدریانا آستی
آدریانا آستی (به ایتالیایی: Adriana Asti؛ ۳۰ آوریل ۱۹۳۳ – ۳۱ ژوئیهٔ ۲۰۲۵) بازیگر و صداپیشهٔ اهل ایتالیا بود.

## جوایز
وی برندهٔ جایزهٔ انجمن ملی فیلم ایتالیا، بهترین بازیگر زن در سال ۲۰۰۴ و بهترین بازیگر نقش مکمل زن در سال ۱۹۷۴ بوده‌است.

## فیلم‌شناسی
- روکو و برادرانش (۱۹۶۰)
- آکاتونه (۱۹۶۱)
- مرد سال (۱۹۷۱)
- در آخرین لحظه (۱۹۷۱)
- شب‌های گناه‌آلود پیترو آرتینو (۱۹۷۲)
- لودویگ (۱۹۷۲)
- عشق و ژیمناستیک (۱۹۷۳)
- یک تعطیلات کوتاه (۱۹۷۳)
- برده نازنینم (۱۹۷۳)
- مرد هوسران (۱۹۷۴)
- سوداگر (۱۹۷۴)
- شبح آزادی (۱۹۷۴)
- عشق و انرژی (۱۹۷۵)
- در زیر پلکان باستانی (۱۹۷۵)
- ارث (۱۹۷۶)
- روزنگار سیاه (۱۹۷۷)
- مرد لاتینو… تحت تعقیب (۱۹۷۷)
- کالیگولا (۱۹۸۰)
- اکشن (۱۹۸۰)
- بهترین دوران جوانی (۲۰۰۳)
- پیر پائولو پازولینی (۲۰۱۴)
- خاطرات یک خدمتکار (۲۰۱۵)